# M&M's présidentiels
 (septembre 2024).

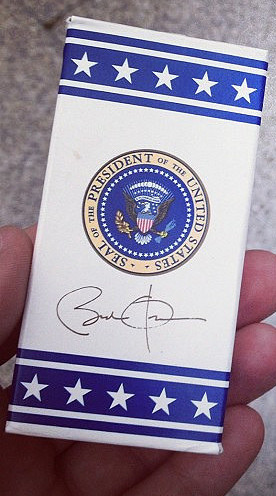
Paquet de M&M's présidentiels sous l'administration Obama.

Presidential M&M's est le nom donné aux paquets commémoratifs de M&M's de couleur rouge, blanche et bleue offerts aux invités du président des États-Unis à bord d'Air Force One et dans d'autres lieux présidentiels.
Ils ont été créés en 1988 et ont ensuite remplacé les cigarettes comme cadeau standard offert aux invités du président. Les M&M's sont présentés dans des boîtes de la taille d'un paquet de cigarettes, avec le sceau du président des États-Unis et la signature du président en exercice sur une face, et l'un des personnages M&M's tenant le drapeau des États-Unis sur l'autre.

## Histoire
Sous la présidence de John F. Kennedy, les passagers d'Air Force One recevaient des paquets de cigarettes avec le sceau présidentiel et la signature du président. Après son assassinat, cette pratique est devenue une tradition, jusqu'à ce que Ronald Reagan remplace la plupart des cigarettes par des bonbons Jelly Belly pour promouvoir une image antidrogue,,. En 1988, des M&M's personnalisés ont été offerts lors du sommet de Moscou, marquant le début de leur adoption comme bonbons officiels de la Maison Blanche, notamment après que Nancy Reagan a banni les cigarettes d'Air Force One,.
Le président George H.W. Bush a poursuivi la tradition de Reagan en distribuant des M&M's aux invités présidentiels, tout en l'étendant aux employés. Le président Bill Clinton a ensuite ajouté la signature du président sur l'emballage. Barack Obama, quant à lui, a distribué des M&M's personnellement à ses invités, ainsi qu'aux enfants lors de la collecte de bonbons à Halloween à la Maison Blanche, accompagnés de fruits secs offerts par la Première Dame, Michelle Obama.
En 2014, le Premier ministre espagnol Mariano Rajoy a offert au président Obama des reproductions de trois œuvres historiques datant de 500 ans. En retour, Obama a donné à Rajoy des M&M's présidentiels, ce qui a été perçu comme un échange inégal et a suscité des critiques dans la presse espagnole.
Lors du premier vol du président Donald Trump à bord de l'Air Force One, des boîtes de M&Ms sans sa signature ont été distribuées, car celles avec sa signature n'étaient pas encore prêtes.